# Коцюбинцы
Коцюбинцы (укр. Коцюбинці) — село в Васильковецкой сельской общине Чортковского района Тернопольской области Украины.
До 2020 года входило в Гусятинский район.

## Географическое положение
Село Коцюбинцы находится на берегу реки Ничлава, выше по течению на расстоянии в 2 км расположено село Чагары, ниже по течению на расстоянии в 2,5 км расположено село Жабинцы. Рядом проходит железная дорога, станция Кругулец в 2-х км.

## История
- 1562 год — дата основания.

В 1985 году здесь был построен сельский общественно-культурно-спортивный комплекс.
Население по переписи 2001 года составляло 1837 человек.

## Объекты социальной сферы
- Школа.
- Дом культуры.
- Фельдшерско-акушерский пункт.

## Достопримечательности
- Братская могила советских воинов.